# Диянет

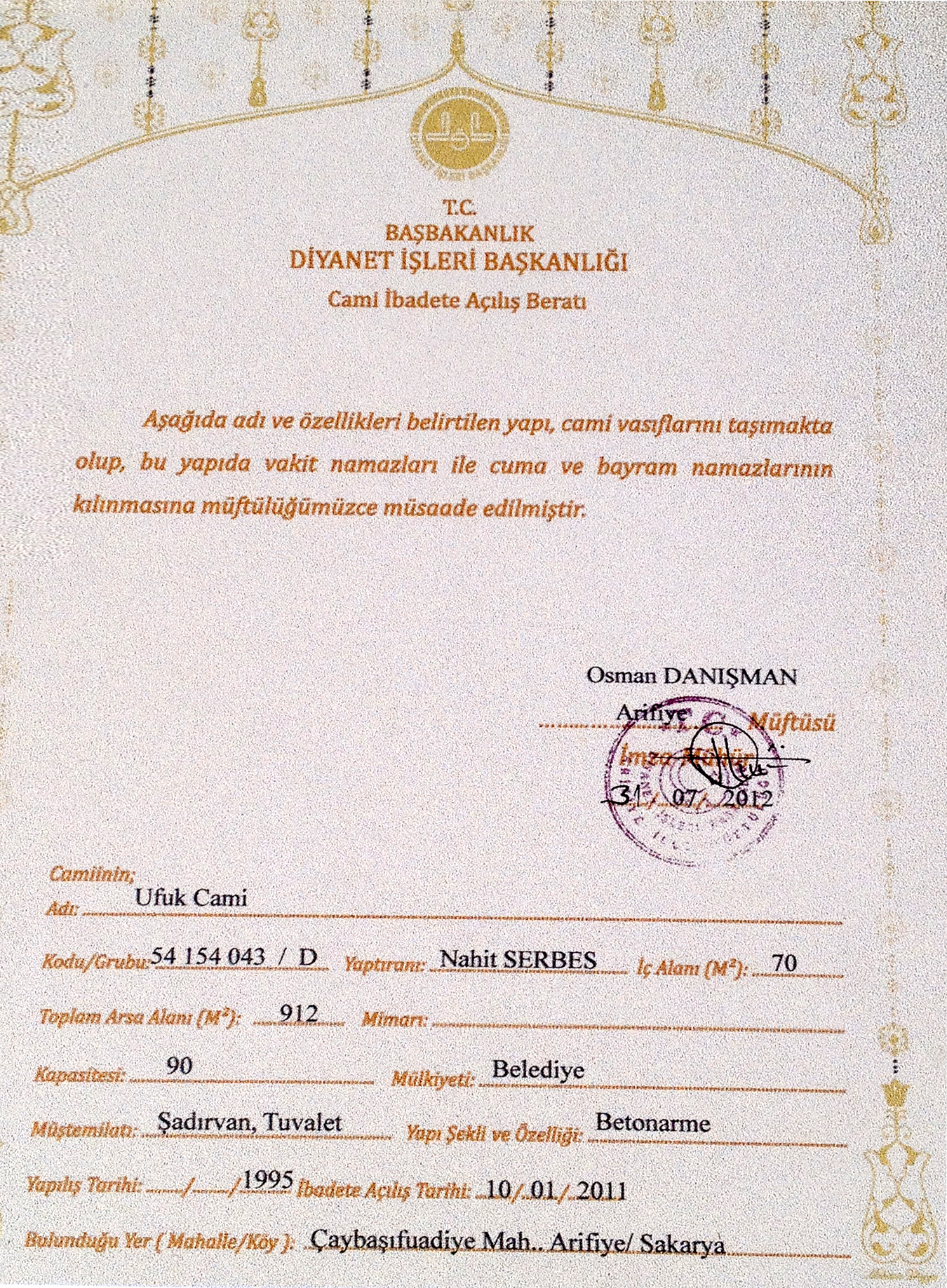
Документ, предоставленный Управлением по делам религии на мечеть, построенную черкесским бизнесменом, историком и меценатом Нахитом Сербесом. Типичный пример документа Diyanet.

Управление по делам религии Турции (тур. Diyanet İşleri Başkanlığı, обычно называемая просто Диянет) — официальное государственное учреждение, созданное в 1924 году по приказу Мустафы Кемаля Ататюрка  в соответствии со статьей 136 Конституции Турции  для выполнения  административных обязанностей, ранее находившихся в ведении Шейх аль-Исляма до упразднения Османского халифата. Председатель Управления по делам религий считается Верховным Муфтием Турции.
Согласно закону, в обязанности Диянет входит «управление делами, связанными с верой и поклонениеми религии Ислам». «Диянет» готовит еженедельные проповеди для 85 000 мечетей страны и более 2 000 мечетей за рубежом, находящихся в ведении управления. Он обеспечивает обучение детей Корану, обучает и нанимает всех имамов Турции, которые считаются государственными служащими.
Начиная с 2006 года, Диянет был укреплен, к 2015 году его бюджет увеличился в четыре раза,, а штат увеличился вдвое и составил почти 150 000 человек. Его бюджет на 2019 год оценивается в 1,7 миллиарда евро (1,87 миллиарда долларов), что намного превышает бюджет большинства министерств правительства Турции. Он имеет 1000 филиалов по всей Турции и предлагает образовательные, культурные и благотворительные мероприятия в 145 странах. Телеканал Diyanet TV был запущен в 2012 году  и теперь вещает 24 часа в сутки. Управление расширило кораническое образование до раннего возраста и школ-интернатов что «обеспечело полное погружения детей раннего возраста в религиозный образ жизни»  Также Диянету поручено издание фетв.

## Деятельность и история
Во время правления Демократической Партии религиозные лицеи Имам-Хатип, которые предлагали религиозные занятия и находились в ведении Диянет, (вновь) открылись. Количество школ, предлагающих уроки Корана, выросло с 61 в 1946 г. до 118 в 1948 г. С 1975 года выпускники школ Имам-Хатип получили тот же статус, что и обычные выпускники средних школ, и поэтому им было разрешено учиться в университетах. В 1975 году насчитывалось более 300 школ Имам-Хатип, в которых обучалось почти 300 000 учеников. В 1984 году в Германии был открыт Турецко-исламский союз по делам религии ( Diyanet İşleri Türk İslam Birliği, или DİTİB ) для удовлетворения религиозных потребностей многочисленного турецкой диаспоры.
Diyanet занимает нетрадиционную позицию в вопросах женского пола. В 2005 году 450 женщин были назначены ваизами, т.е. учителями что дают лекции в мечетях (которые выше имамов в иерархии Управления)  .
В 2006 году Папа Бенедикт XVI посетил Диянет, где он встретился с его тогдашним президентом Али Бардакоглу и с различными турецкими мусульманскими лидерами, в том числе с муфтиями Анкары и Стамбула.
К 2021 году Диянет нарастил свою академическую деятельность опубликовав 1734 книги по состоянию на 2019 г., и бесплатно распространив 9 миллионов книг по состоянию на 2018.
А в 2012 году он запустил собственный круглосуточный спутниковый телеканал Diyanet Television, наряду с присутствием в социальных сетях.
Предлагаемые им дошкольные курсы Корана увеличились с 3000 в 2000 году до 16 200 в 2018 г. Наняв 24 463 инструктора к концу 2019 г., почти 4 миллиона человек посетили летние курсы изучения Корана в 2018 г., планируется поднять эту отметку до 24 миллиона к 2023 году.

### 2010 и позже
В 2010–2011 годах Диянет начал своё преобразование в «крупногабаритную государственную бюрократию для продвижения суннитского ислама». Председатель «Диянет» Али Бардакоглу, назначенный светским президентом, был уволен в конце 2010 года и заменён Мехметом Гермесом. В 2010 году, когда ПСР участвовала в политических изменениях, положивших конец запрету на ношение хиджаба. 
При правительстве ПСР бюджет Диянет к 2015 году увеличился в четыре раза и превысил 2 миллиарда долларов, в результате чего его бюджетные ассигнования на 40 процентов превышают бюджетные ассигнования Министерства внутренних дел и равны ассигнованиям министерств иностранных дел, энергетики, культуры и туризма вместе взятых. Сейчас в ней работает от 120 000  до 150 000 сотрудников.
В 2012 году были проведены реформы в управлении школами Имам-Хатип.
В 2018 году Diyanet предложила гражданам практиковать электронный пост во время Рамадана. Электронное голодание означает сокращение использования таких технологий, как смартфоны, ноутбуки и социальные сети.

## Международная деятельность
Diyanet предоставляет услуги и работает в странах со значительной турецкой диаспорой. По состоянию на 2018 год у Diyanet был 61 филиал в 38 странах.

### Австралия
Diyanet обслуживает около дюжины мечетей и ассоциаций в Австралии.

### Австрия
Avusturya Türk Islamic Kültür ve Sosyal Yardımlaşma Birliği (сокращенно ATIB) является крупнейшей мусульманской организацией в Австрии и в 2018 году насчитывала от 75 до 100 тысяч членов.
Корни ATIB уходят в турецкую иммиграцию в Австрию с 1960-х годов. Когда в 2015 году в Австрии вступил в силу новый закон о религии, исламские конгрегации и общественные организации были вынуждены искать внутренние источники дохода, поскольку иностранное финансирование религиозных учреждений было запрещено. Тогдашний президент Diyanet Мехмет Гёрмез (2011–2017) призвал мусульман выступить против нового закона. В 2019 году ряд имамов, нанятых ATIB, которые были вынуждены покинуть страну из-за новых правил, подали в суд на эти правила, которые были отклонены Конституционным судом Австрии.

### Бельгия
Diyanet, под управлением Fondation religieuse islamique turque de Belgique, контролирует 70 из 300 мечетей в Бельгии и образует самую большую сеть мусульманских общин. По сравнению с другими мусульманскими организациями у него простой метод работы. Мусульмане в Бельгии покупают или строят мечеть и жертвуют помещение Диянету. Затем Diyanet отправляет имама, прошедшего обучение в Турции, и платит ему зарплату. Имам останется на несколько лет, а затем его возвращают в Турцию для продолжения карьеры или отправят в другую мечеть Диянет за границей.

### Кипр
Diyanet с Управление по делам религии ТРСК на острове Кипр, особенно на Северном Кипре.

### Дания
«Датско-турецкий исламский фонд» (дат. Dansk Tyrkisk Islamisk Stiftelse   ) входит в состав Diyanet и является крупнейшей мусульманской организацией в Дании. Основными конкурирующими исламскими сетями Diyanet являются турецкая Millî Görüş, а также ассоциация мусульман-алявитов Alevi.

### Франция
Diyanet контролирует около 270 мечетей во Франции и платит зарплату примерно 150 турецким имамам в стране.

### Германия
Турецко-исламский союз по делам религии ( нем. Türkisch-Islamische Union der Anstalt für Religion e.V. В. , тур. Diyanet İşleri Türk-İslam Birliği   ), обычно называемая DİTİB, была основана в 1984 г. По состоянию на 2016 г. DİTİB финансирует 900 мечетей в Германии. Штаб-квартира DİTİB находится в Кельнской центральной мечети в Кёльн - Эренфельд.

### Япония
Турецкий культурный центр Tokyo Camii и Diyanet был создан как «Фонд Мечети Токио» при Управлении по делам религий Турции в 1997 году. На сегодняшний день в мечети служили 12 имамов (по состоянию на 2022 год).

### Нидерланды
Из 475 мечетей в Нидерландах в 2018 году большинство (146) контролируются Управлением по делам религий Турции (Диянет). Диянет нанимает имамов, прошедших обучение в Турции, в подконтрольных ей мечетях.

### Швеция
Штаб-квартира Diyanet в Швеции находится в Худдинге.
По данным общественного радио SR в 2017 году, Diyanet управляет девятью мечетями и платит зарплату 14 имамам в Швеции.

### Великобритания
Основанное в 2001 г. британское отделение Diyanet в 2018 г. управляло 17 мечетями. Он также был главной движущей силой строительства первой экологически чистой европейской мечети в Кембридже.

### США
Diyanet управляет более чем дюжиной мечетей в Соединённых Штатах Америки из Diyanet Center of America, расположенного в пригороде столичного округа Вашингтона.

## Главы
Учреждением руководили следующие люди:
| Изображение | Имя                         | срок пребывания в должности | срок пребывания в должности |
| Изображение | Имя                         | Начал                       | Конец                       |
| ----------- | --------------------------- | --------------------------- | --------------------------- |
|             | Мехмед Рифат Бёрекчи        | 1924 г.                     | 1941 г.                     |
|             | Мехмет Шерефеттин Ялткая    | 1942 г.                     | 1947 г.                     |
|             | Ахмет Хамди Аксеки          | 1947 г.                     | 1951 г.                     |
|             | Эйюп Сабри Хайырлыоглу      | 1951 г.                     | 1960 г.                     |
|             | Омер Насухи Бильмен         | 1960 г.                     | 1961 г.                     |
|             | Хасан Хюсню Эрдем           | 1961 г.                     | 1964 г.                     |
|             | Мехмет Тевфик Герчекер      | 1964 г.                     | 1965 г.                     |
|             | Ибрагим Бедреддин Эльмалылы | 1965 г.                     | 1966 г.                     |
|             | Али Риза Хаксес             | 1966 г.                     | 1968 г.                     |
|             | Лютфи Доган                 | 1968 г.                     | 1972 г.                     |
|             | Лютфи Доган                 | 1972 г.                     | 1976 г.                     |
|             | Сулейман Атеш               | 1976 г.                     | 1978 г.                     |
|             | Таййар Алтыкулачь           | 1978 г.                     | 1986 г.                     |
|             | Мустафа Саит Языджиоглу     | 1986 г.                     | 1992 г.                     |
|             | Мехмет Нури Йылмаз          | 1992 г.                     | 2003 г.                     |
|             | Али Бардакоглу              | 2003 г.                     | 2010                        |
|             | Мехмет Гёрмез               | 2010                        | 2017                        |
|             | Али Эрбаш                   | 2017                        | -                           |

## Внешние ссылки
- diyanet.gov.tr/en — официальный сайт Диянет
- "Women issuing fatwas", Qantara.de
- "The Diyanet of Turkey and Its Activities in Eurasia After the Cold War"
- Smith, Thomas W. "Between Allah and Atatürk: Liberal Islam in Turkey " PDF
- Matsuzato, Kimitaka; Sawae, Fumiko. Rebuilding a Confessional State: Islamic Ecclesiology Turkey, Russia and China, Religion, State & Society, Vol. 38, No. 4, December 2010. *
- İştar Gözaydın,"Religion as Soft Power in the International Relations of Turkey". www.ispionline.it
- Ahmet Erdi Öztürk, "Turkey's Diyanet under AKP rule: from protector to imposer of state ideology?"
- Ahmet Erdi Öztürk, "Transformation of the Turkish Diyanet both at Home and Abroad: Three Stages"